# Gerd Alzen
Gerd Alzen (* 11. November 1945 in Wissen) ist ein deutscher Synchronsprecher und Radiomoderator. Zudem spricht er Hörbücher ein und ist Sprecher bei Fernsehdokumentationen.

## Leben
Gerd Alzen studierte von 1968 bis 1971 Germanistik und Geschichte an der Universität Köln. Bereits während des Studiums war er als Rundfunk-Sprecher und Moderator tätig. Von 1977 bis 1987 war Alzen 1. Sprecher und Leiter vom Dienst beim Deutschlandfunk. Später moderierte er unter anderem beim norddeutschen Radiosender NDR 2 die Sendungen Maxis Maximal, Memory Hits, Espresso-mit Oldies und Traumhaft. Beim Radiosender Deutschlandfunk moderierte Alzen unter anderem die Sendungen MemoryHits (ab 1969) und Oldies am Morgen, welche letztmals am 31. März 2013 gesendet wurde.
Alzen ist Sprecher in Fernseh- und Radiowerbespots und war Station-Voice des deutschen Auslandsrundfunks Deutsche Welle. Er war Off-Sprecher bei Fernsehsendungen (Stern TV, Voxtours-Reisemagazin, Vox-Tierzeit) und spricht Dokumentationen (Spiegel TV, ZDF Info) und Hörbücher ein, wie z. B. Romane von Nora Roberts.